# With My Own Two Hands
With My Own Two Hands è un singolo del cantante statunitense Ben Harper, pubblicato nel 2002 come primo estratto dal quinto album in studio Diamonds on the Inside.

## Uso nei media
Nel 2018 è stata la colonna sonora degli spot Lavazza terra bio .